# Бахарево (Ленінградська область)
Бахарево (рос. Бахарево) — присілок у Подпорозькому районі Ленінградської області Російської Федерації.
Населення становить 22 особи. Належить до муніципального утворення Вінницьке сільське поселення.

## Історія
Згідно із законом від 1 вересня 2004 року № 51-оз належить до муніципального утворення Вінницьке сільське поселення.

## Населення
| 1910 | 1927 | 1958 | 1997 | 2007 | 2010 |
| ---- | ---- | ---- | ---- | ---- | ---- |
| 138  | ↗199 | ↘63  | ↘50  | ↘23  | ↘22  |